# Molophilus suavis
Molophilus suavis är en tvåvingeart som beskrevs av Alexander 1927. Molophilus suavis ingår i släktet Molophilus och familjen småharkrankar. Inga underarter finns listade i Catalogue of Life.